# Alexander Siegmund Pordes
Alexander Siegmund Pordes, auch Alexander Sigmund Pordes-Milo (* 6. Dezember 1878 in Lemberg, Galizien; † 29. Oktober 1931 in Berlin) war Schriftsteller und Librettist von über 50 Bühnenwerken.
Pordes stammte aus einer jüdischen Familie und wurde zunächst in Wien von Gustav Geiringer zum Sänger ausgebildet.
Erste Engagements fand er als Chorist und/oder Sänger kleinerer Tenorpartien am Theater an der Wien (1898/99), am Carltheater, Wien bzw. Stadttheater Wiener Neustadt (1899/1901), am Stadttheater Leitmeritz (1901/02), an der  Oper seiner Heimatstadt Lemberg (1903), am Stadttheater Czernowitz (1903/04), am National-Theater am Weinbergsweg, Berlin (1904/05) und schließlich an der Komischen Oper in Berlin (1905–1907). Der Neue Theater-Almanach verzeichnet ihn bis 1902 als Alexander, dann als Sigmund Pordes.
Als Schriftsteller nannte er sich Pordes-Milo. Den Durchbruch als Librettist hatte er 1908 mit dem zusammen mit Richard Batka verfassten Libretto für die Oper Versiegelt von Leo Blech. Erfolgreich wurde er mit Bühnenstücken für den aktuellen Bedarf ohne literarischen Anspruch. Als sein größter Erfolg gilt Der Juxbaron mit der Musik von Walter Kollo. Das Branntweinlied mit dem Text Es schmeckt der Branntwein / in jedem Land fein aus Walter Wilhelm Goetzes Operette Adrienne dürfte sein auch heute noch bekanntestes Lied sein.
Pordes starb unerwartet im Alter von 52 Jahren in seiner Charlottenburger Wohnung an einem Herzinfarkt. Er ist auf dem Friedhof Weißensee begraben.
Sein Sohn Gerhard Otto Pordes-Milo (* 10. Januar 1907, Berlin) wurde von 1916 bis 1922 am Stern’schen Konservatorium und anschließend bis 1928 am Klindworth-Scharwenka-Konservatorium ausgebildet. Er wirkte als Komponist und von 1948 bis 1955 als Dirigent in Halberstadt, Stralsund und Döbeln. Seine Operetten Hochzeit ohne Ehe und Die verspielte Frau wurden 1931 in Mannheim bzw. Berlin uraufgeführt, 1933 sendete Radio Wien seine Lyrische Suite in drei Sätzen für drei Saxophone und Klavier. Die Uraufführung des Balletts Festliche Musik fand 1952 in Stralsund statt.

## Werke (Auswahl)
- Frau Lebedame. Operette nach Sardou. Co-Autor (C): Rudolf Bernauer. Musik (M): Anselm Götzl (Prag, 31. Dezember 1907)
- Der letzte Messias. Tragikomödie. (London, Lyceum Theatre, 1907)
- Succubus. Oper nach Balzac. C: Richard Batka. M: Karel Weis (1907)
- Der Wandervogel. Komödie mit Gesang und Tanz. M: Bertrand Sänger (ca. 1907)
- Die verlorene Braut, Operette, C: Erich Urban, M: Emil Nikolaus von Reznicek (1909)  [nicht aufgeführt]
- Die goldene Lebenslüge. Phantastische Komödie. (Berlin, Luisen-Theater, 1909)
- Heiratsfieber. M: Franz Rumpel (Breslau, Schauspielhaus, März 1908)
- Versiegelt. Komische Oper nach Rauppach. C: Richard Batka. M: Leo Blech (Hamburg, Stadttheater, November 1908)
- Visionen und Passionen: Phantastisches und Erotisches. (Lyrik) (Berlin: Bermühler 1908)
- Die Dorfkomtesse. Operette. C: Erich Urban. M: Rachel Danziger van Embden (Berlin, Thalia-Theater, März 1910)
- König Zipapek der edle Zwerg. Moderne Märchen-Operette. M: Bertrand Sänger (1909)
- Das Sofa auf Nr. 6. C: Richard Batka. M: Walter Schütt (1909)
- Blaukehlchen. Schwank. C: Max Kempner-Hochstädt (1912)
- Der Liebesonkel. C: Hermann Frey. M: Walter Kollo (1912)
- Sirocco. Schauspiel. C: Max Kempner-Hochstädt (1912)
- Der Tanzanwalt. Vaudeville. C: Erich Urban. M: Walter Schütt (Berlin, Kurfürstenoper, Juni 1912)
- Was kost’ Hamburg. Große Hamburger Ausstattungsrevue. C: Ludwig Bendiner. M: Fritz Lehner (1912)
- Die beiden Automaten. C: Georg Runsky. M: Alfred Lorentz (1913)
- Das fatale Ei. Fabelgroteske. C: Georg Runsky. M: Walter Schütt (1913)
- Der Juxbaron. Posse. C: Hermann Haller. M: Walter Kollo (1913)
- Die ledige Ehefrau. Berliner Posse. C: Theo Halton M: Josef Snaga (1913)
- Berlin im Felde. Volksstück. C: Hermann Frey. M: Fritz Redl (1914)
- Der Bursche des Herrn Oberst. Lustspiel. C: Harry Pohlmann (1917)
- Der letzte Dandy. Tragikomödie seines Lebens. (1917)
- Die drei Rosen. Komisch-phantastisches Spiel. C: Albert Bernstein-Sawersky (1918)
- Die Dame im Frack. Schwankoperette. M: Walter Bromme (1919)
- Die Korso-Fee. Schwank. C: Karl M. Jacoby. M: Arthur Steinke (1919)
- Sataniel. Phantastisch-komische Oper nach Stefan Krzywoszewski. M: Ignatz Waghalter (1919)
- Mandelblüte. Groteske. C: Karl M. Jacoby (1920)
- Die Mondscheindame. C: Albert Bernstein-Sawersky. Mu: Alfred Lorentz (1920)
- Verliebte Frauen. Vaudeville. M: Leon Jessel (Königsberg 1920)
- Schwalbenhochzeit. Operette. Mit Richard Batka. M: Leon Jessel (Berlin, Theater des Westens, Januar 1921)
- Das lila Séparée. Operette. M: Anton Profes (1922)
- Die blonde Ratte. Operette. M: Anton Profes (1923)
- Gaunerliebchen. Musikalischer Schwank. M: Willy Rosen (1924)
- Mein Freund – der Lakai. C: Erich Urban. M: Walter Schütt (1924)
- Die Schusterkomtesse. M: Hans Albert Mattausch (Landestheater Gera, Juni 1924)
- Messalinette. C: Richard Bars. M: Walter Bromme (1925)
- Adrienne. Operette. C: Günther Bibo. M: Walter W. Goetze (1926)
- Der Heiratskandidat. Musikalischer Schwank nach Wilhelm Wolters. M: Rudolf Senger (1926)
- Die ungeküsste Eva. Operette. M: Martin Knopf (Berlin, Theater des Westens, 1928)
- Der Bräutigam seiner Frau. Schwank (1929)
- Der keusche Sünder. Schwank. C: Max Kempner-Hochstädt. (1929)
- Sieben Mädels im Fenster. Singspiel. M: Walter Schütt (1929)
- Der verrückte Redakteur. Groteske. (1929/1930)
- Die verspielte Frau. M: Gerhard Pordes-Milo (Berlin, Lustspielhaus, Oktober 1931)